# فولوديمير رزنيك
فولوديمير رزنيك (بالأوكرانية: Різник Володимир Йосипович)‏ هو لاعب كرة قدم أوكراني في مركز الوسط، ولد في 15 فبراير 1966 في لفيف في أوكرانيا. لعب مع فيريس ريفني ‏.

## وصلات خارجية
- فولوديمير رزنيك على موقع اتحاد أوكرانيا (الإنجليزية)